# Kappa Scorpii
Désignations
Kappa Scorpii (κ Sco / κ Scorpii) dans la Désignation de Bayer est une étoile binaire de la constellation du Scorpion. Elle porte le nom traditionnel Girtab ou Mula.

## Nomenclature
Girtab est le nom commun de Theta Scorpii. C'est un nom d'origine sumérienne . Au départ, le nom sumérien de l’étoile a Sco est mul.GÍR.TAB, dont le sumérogramme contient l’idée de « piquer » . Plus tard, quand le ciel est organisé en constellations, c’est-à-dire que les étoiles ont été nommées par leur place dans les figures céleste, ce qui advient au début du 1er millénaire è.c., le  nom GÍR.TAB = Zuqaqípu s’étant à la constellation entière du Scorpion. En s’appuyant sur les travaux des premiers déchiffreurs de tablettes mésopotamiennes qui tâtonnent encore beaucoup, Robert Brown (1899) attribue le nom Girtab au groupe ικλυ Sco dans une liste qu’il présente comme celle « Lunar mansions »,, Richard Allen (1899) reprend telle quelle cette information, aujourd'hui dépassée. Le Bureau des longitudes se saisit alors de cette appellation pour l’affecter à κ Sco dans son Annuaire de 1908, et le nom par la suite repris dans plusieurs catalogues, notamment par celui de Jack W. Rhoads (1971).

## Propriétés
Avec une magnitude apparente de +2,4, Kappa Scorpii est aisément visible à l’œil nu. À l'aide des mesures de parallaxe effectuées durant la mission Hipparcos, on a pu déterminer que l'étoile est située à 480 ± 10 a.l. (∼ 147 pc) de la Terre.
Kappa Scorpii est une binaire spectroscopique, c'est-à-dire un type d'étoile binaire donc les composantes sont trop proches pour  être résolues par un télescope. Les deux étoiles orbitent l'une autour de l'autre selon une période orbitale de 196 jours et avec une excentricité de 0,49 environ. Sa composante visible, désignée κ Scorpii A, est une géante bleue de type spectral B1,5 III.
κ Sco A est également une étoile variable de type Beta Cephei. Elle connaît des pulsations radiales selon une fréquence dominante de 4,99922 cycles par jour, soit de 4,8 heures par cycle. Il existe également des fréquences de pulsations secondaires, d'environ 4,85 et de 5,69 cycles par jour.